# Vilhelm Lundstrøm
Vilhelm Henry Lundstrøm, född den 26 maj 1893 i Köpenhamn, död där den 9 maj 1950, var en av Danmarks mest framstående modernistiska målare, tecknare och grafiker. Han introducerade kubismen i Danmark.

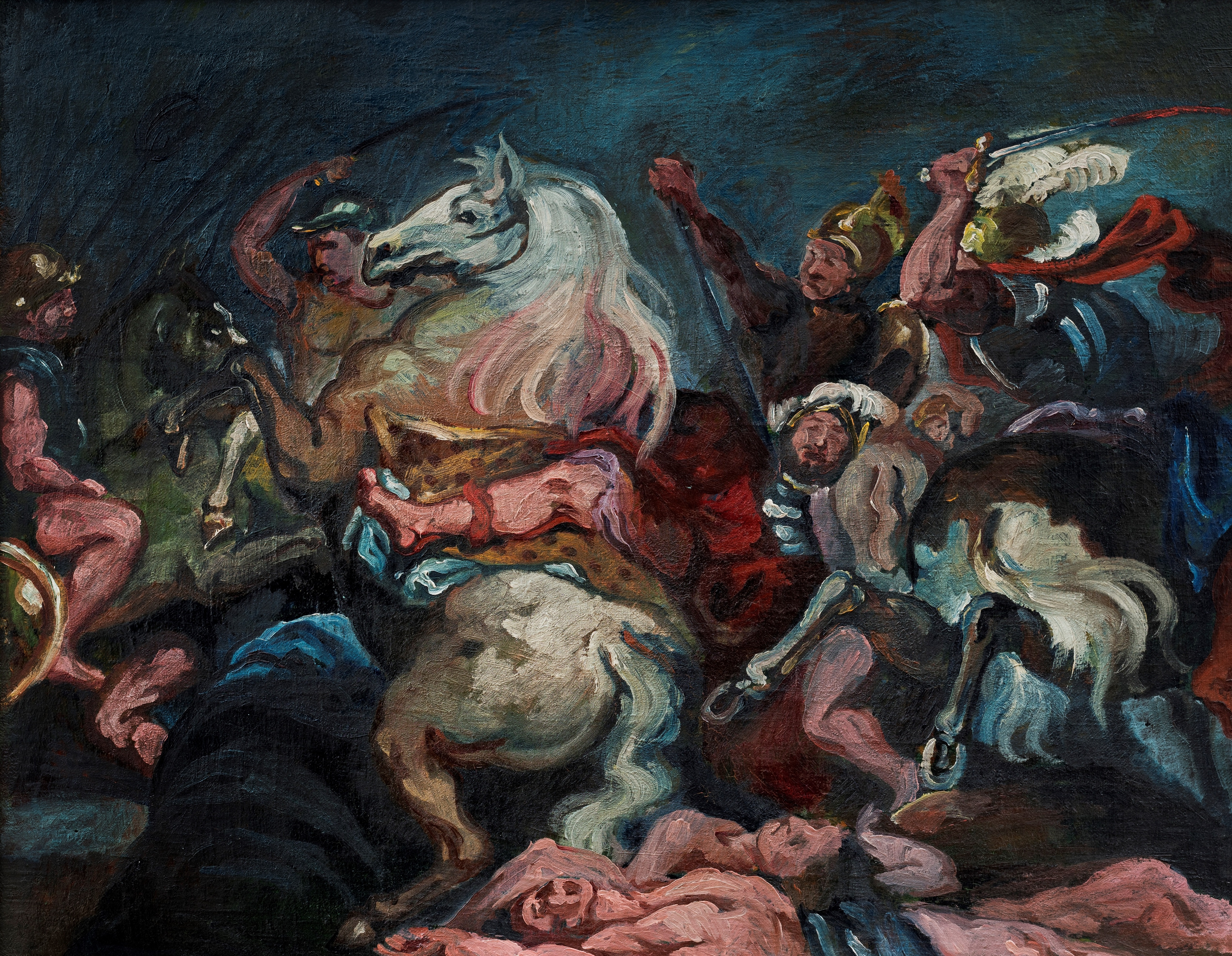
Vilhelm Lundstrøm, kopia av Rubens Decius Mus död, cirka 1920.

## Biografi
Vilhelm Lundstrøm utbildade sig i måleri på en teknisk skola och 1913 på Det Kongelige Danske Kunstakademi för Peter Rostrup Bøyesen.
Han fick under första världskriget influenser från modernismen, och skapade konstverk av grova blåmålade packlårbitar, fastskruvade i olika vinklar. Senare ingick han i gruppen De Fire, där han utvecklade ett frodigt färgrikt måleri med stora stilleben. Efter denna temperamentsbetonade period följde, särskilt sedan Lundstrøm lämnat kamratgruppen och bosatt sig i Sydfrankrike, en mot monumentalform riktad alstring i kubistisk stil.
Vilhelm Lundstrøm tillbringade en stor del av 1920-talet i Frankrike, där han fick influenser av Braque, Picasso och Cézanne.
År 1933 fick han i uppdrag att smycka en simhall i Köpenhamn med mosaik.
Lundstrøm är representerad vid Statens Museum for Kunst, ARoS Aarhus Kunstmuseum, KUNSTEN Museum of Modern Art Aalborg, Louisiana, Bornholms Kunstmuseum, Nivaagaards Malerisamling, Moderna museet, Göteborgs konstmuseum, Malmö konstmuseum och Nasjonalmuseet. Ett porträtt av Hanne Wilhelm Hansen (1927-2003), som var sambo med Finn Juhl, hänger i Finn Juhls hus vid Ordrupgaard.